# ليزلي كيلي (لاعب كرة قدم أمريكية)
ليزلي كيلي (بالإنجليزية: Leslie Kelley)‏ هو لاعب كرة قدم أمريكية أمريكي، ولد في 9 ديسمبر 1944 في ديكاتور في الولايات المتحدة.